# Nizozemska
Nizozemska je zemlja koja čini dio Kraljevine Nizozemske. Nalazi se u Zapadnoj Europi, a graniči s Njemačkom na istoku i Belgijom na jugu. Glavni grad Nizozemske je Amsterdam, a sjedište vlade je u Haagu. Karipski otoci Bonaire, Sint Eustatius, te Saba također čine dio posebne općinske jedinice unutar zemlje.
Nizozemska ima 16,669.112 stanovnika na površini od 41.526 km2 što je čini jednom od najgušće naseljenijih država (401 stanovnik po km2). Oko 18 % površine sačinjava voda, a veliki dio zemlje se nalazi ispod razine mora. Zemlja je zaštićena od vode pomoću sustava nasipa te raznih odvoda. Melioracijom tla stvaraju se polderi. Upravno je zemlja podijeljena u dvanaest provincija.
Nizozemska postaje neovisna država za vrijeme Osamdesetogodišnjeg rata (1568. – 1648.) ustankom sjevernih i južnih Niskih Zemalja protiv španjolske vlasti. 1579. dolazi do stvaranja Utrechtske unije na sjeveru čime nastaje novi politički entitet. Aktom od Verlatinghe 1581. godine članice unije formalno deklariraju neovisnost pod zajedničkim nazivom Republika Sedam Ujedinjenih Nizozemskih ili kraće Nizozemska Republika. Početkom Dvanaestgodišnjeg mira oko 1609. godine zemlja dobiva i međunarodno priznanje dok ju Španjolska priznaje krajem Osamdesetgodišnjeg rata 1648. godine nakon mira u Münsteru. Od 1795. godine se Nizozemska počinje razvijati u nacionalnu državu, isprva kao Ujedinjeno Kraljevstvo Niskih Zemalja 1815. koje se raspada Belgijskom revolucijom 1830. godine. Danas je Nizozemska jedna od najrazvijenijih zemalja i drži deveto mjesto u svijetu u BDP-u po stanovniku (2011.) te treće mjesto u ljudskom razvojnom indeksu (2011.). Nizozemska ekonomija se većim dijelom zasniva na uslužnome sektoru te međunarodnoj trgovini.
Nizozemska je od 1848. godine parlamentarna demokracija i ustavna monarhija, društveni poredak kod kojeg moć dijele kralj(ica), ministri i parlament. Nizozemska je jedan od suosnivača Europske unije, NATO saveza te Svjetske trgovinske organizacije. Zajedno s Belgijom i Luksemburgom sačinjava Benelux. Haag igra veliku međunarodnu ulogu na polju pravosuđa kao lokacija četiriju međunarodnih tribunala i dom Europola.

## Naziv
Za vrijeme vladavine Kraljevine Burgundije vojvoda Niskih Zemalja, koji uglavnom prebiva u Flandriji ili u Brabantu, Niske Zemlje naziva les pays de par deça što u prijevodu znači zemlje ovdje prijeko. To je u opreci s les pays de par delà, što pak znači zemlje tamo prijeko, a odnosi se na samu Burgundiju. Naziv niske zemlje (pri moru) također biva korišten.
U 15. stoljeću dolazi u uporabu naziv Nederlanden (Niske Zemlje). Za razliku od naziva susjednih država poput Francuske ili Engleske, ovaj naziv nije etničkog podrijetla već je zemljopisni termin koji tek naznačuje odnos prema nekom drugom višem terenu. Nazivi koji sadrže Nieder- koriste se u raznoraznim mjestima na njemačkom govornom području. Niderlant je u kasnom srednjem vijeku prostor između rijeka Maas i Rajne što uključuje i današnji Niederrhein prostor na samom zapadu Njemačke. Područje znano kao Oberland počinje u okolici grada Kölna. 
U širem smislu se termin mogao odnositi i na deltu rijeka Scheldt, Maas i Rajne, no u tom slučaju se koristi množinski oblik. Većim značajem i važnošću Niskih zemalja dolazi do uporabe termina specifično samo za te prostore. Od otprilike 1490. godine se tako nazivaju i Burgundsko-Hapsburške provincije. Pored naziva Vlaanderen (Flandrija), de Nederlanden (Niske zemlje) postaje najučestalije korišteni termin polovicom 16. stoljeća. U francuskom se koristi Pays-Bas, talijanskom Paesi Bassi, a njemačkome Niederlande. U nizozemskom se koriste i jedninski i množinski oblici dočim francuski i engleski (Low Countries) koriste isključivo množinu.
Kartograf Ortelius koristi 1570. naziv Neder-Germanië (Niska-Njemačka). Renesansni humanisti vraćaju ponovno u uporabu naziv Belgica kojeg je osmislio Gaj Julije Cezar. Nakon Nizozemske revolucije ostaju nazivi Belgium i Nederlandt u uporabi kako za Nizozemsku u cijelosti tako i za pojedine države. Kolonija Nova Nizozemska se u latinskom naziva Nova Belgica ili pak Novum Belgium. U vrijeme Španjolske i Austrijske uprave se koristi naziv Belgium Regium dok se Belgium Foederatum koristi samo za Republiku Ujedinjenih Niskih Zemalja. Kasnije se inozemstvu sve češće na Republiku referira pod nazivom Holland. 

## Zemljopis
Nizozemska se nalazi na sjeverozapadu Europe, a graniči sa Sjevernim morem, Njemačkom i Belgijom. Duljina kopnene granice iznosi 1027 kilometara, a duljina obale je 451 kilometar.

### Voda
Nizozemska je sa sjevera i sa zapada omeđena Sjevernim morem. Na sjeveru se nalaze pješčani vadenski otoci (također poznati i kao Frizijski otoci), niz preprečnih otoka južno od kojih se nalazi plitko Vadensko more (nizoz. Waddenzee). U samom središtu zemlje se nalazi IJsselmeer (u prijevodu Jezero IJssel), na mjestu nekadašnjeg jezera Zuiderzee koje je izgradnjom prepreke Afsluitdijk 1932. godine zatvoreno te sada sadrži samo slanu vodu. Važnija ušća i estuariji su Dollard i Lauwers na sjeveru, Hollandsch Diep, Haringvliet, Grevelingenmeer te Ooster i Westerscheide na jugozapadu. Nizozemska obala prolazi kroz dvodnevnu morsku mijenu čija amplituda duž obalu varira između 1,5 i 2 metra, ovisno o utjecaju vjetra. Pored vertikalnog kretanja vode postoji i vodoravno kretanje, tzv. plimne utrke. Zbog relativno blagih temperatura (3 °C zimi i 16 °C ljeti) Vadensko more i Oosterschelde prepuni su iverkka zlatopjegog, lista i dagnji.

### Poplave
Kroz stoljeća, nizozemska obala se znatno mijenjala zbog prirodnih katastrofa i ljudskog djelovanja. Jedan od najvećih gubitaka zemlje dogodio se 1134. godine, kada je stvoreno otočje Zeeland, na jugozapadu Nizozemske. 
Dne 14. prosinca 1287., dogodila se poplava na dan Svete Lucije, koja je razorila Nizozemsku i Njemačku, a poginulo je oko 50 000 ljudi. To je bila najrazornija poplava u povijesti, za koju postoje zapisi. Godine 1421. nastala je poplava na dan Svete Elizabete Ugarske, koja zbog loše gradnje, uništava novi polder i poplavljuje 72 km2 zemlje. Zadnja velika poplava se dogodila 1953., kada je snažna oluja razrušila nekoliko nasipa na jugozapadu Nizozemske i više od 1800 ljudi se utopilo. Nizozemska vlada odlučuje otvoriti radove, pod nazivom Delta projekt, kojim bi se nizozemska obala zaštitila od budućih poplava. Projektu je trebalo više od 30 godina da se završi.
Polder je nekadašnje morsko dno koje je isušeno gradnjom brane i crpljenjem vode. Niži je od razine mora, a da ga more ne preplavi, sprečava brana. Izgradnjom poldera Nizozemska je dobila mnogo novog teritorija, proširila se na račun Sjevernog mora. Polder se koristi kao i svako drugo zemljište: za poljoprivredu, gradnju naselja, prometnica. Međunarodna zračna luka Schiphol kod Amsterdama nalazi se u polderu.
Osvajanje novog zemljišta počinje izgradnjom nasipa (širokim do 100 m i visokim do 15 m). Obično se ogradjuju geometrijski pravilne četverokutne ili višekutne plohe. Prve dvije godine voda se postupno crpi sa zemlje. U sljedeće četiri godine, na dobivenom slanom zemljištu prvo se uzgajaju biljke koje podnose slanu vodu i koje pridonose učvršćivanju zemljišta. Tek nakon potpunog oslobađanja zemlje od soli, a to je nakon gotovo osam godina, počinje stvarno iskorištavanje poldera kao obradivih površina za uzgoj kultiviranih biljaka.
Sve do 19. st. za isušivanje poldera koristile su se vjetrenjače. U 17. st. tzv. "zlatnom dobu" Nizozemske, dosegnut je vrhunac. Tada je u Nizozemskoj radilo oko 10 000 vjetrenjača, jer osim za isušivanje poldera vjetrenjače su služile u prehrambenoj i tekstilnoj industriji, industriji papira, pa čak i za proizvodnju ulja, senfa i boja. Energija vjetra u 19. st. zamijenjena je pumpama pokretanim parom, a danas se koriste električne i pumpe pokretane dizelskim gorivom. Vjetrenjače danas predstavljaju kulturnu atrakciju i neizostavan su detalj nizozemskog krajolika.

## Uprava i organizacija
Kraljevina Nizozemska je država koja se sastoji od Nizozemske, teritorija u Zapadnoj Europi i karipskih teritorija Bonaire, Saba i Sint Eustatius (koji pripadaju Nizozemskoj), te od zemalja Aruba, Curaçao Nizozemski Antili Iako su sve četiri zemlje Kraljevstva jednakopravni dijelovi teritorija Kraljevstva, politički status im je donekle različit. Europski dio je podijeljen na dvanaest provincija dok se karipski otoci smatraju posebni općinama gdje svakom od njih direktno upravlja državna vlada.

### Vlada
Nizozemska je ustavna monarhija i parlamentarna demokracija. Važniji događaji u političkoj povijesti su izmjena Ustava 1848. godine pod vodstvom liberalnog vođe Thorbeckea, kojom se između ostaloga staje na kraj moći kralja, uvodi kraljevska nepovredivost te ministarska odgovornost za političke odluke se a parlament dobiva mnogo veći utjecaj te 1919. godina kada se uvodi opće pravo glasa. Nizozemsku politiku dugi niz godina karakterizira tzv. verzuiling (fragmentacija stanovništva u društvene "stupove") no istovremeno postoji velika težnja za postizanjem opće suglasnosti. S međunarodne perspektive je Nizozemska najpoznatija po svojoj liberalnoj politici na polju droga, prostitucije, eutanazije te istospolnih brakova. Glavni grad Nizozemske je Amsterdam. Haag je međutim još od šesnaestog stoljeća gotovo bez prekida sjedište vlade i monarha.
Dioba vlasti u Nizozemskoj nije u potpunosti sukladna s trias politica. Poglavar države je od 2013. godine kralj Willem-Alexander. Zajedno s ministarskim savjetom države ona formira vladu Nizozemske, te ta vlada posjeduje izvršnu vlast dočim je monarhov utjecaj veoma ograničen. Predsjedatelj savjeta ministara je premijer, trenutačno Dick Schoof. Ministri kao i državni sekretari koji zajedno s njima sudjeluju pri vođenju ministarstava formiraju kabinet. Trenutačni kabinet, sačinjenj od stranaka
PVV, VVD, NSC i BBB. Najvažniji savjetodavni organ vlade je Državni Savjet čiji je de jure predstojnik poglavar države.
Zakonodavnu vlast dijeli vlada s parlamentom, Staten-Generaalom koji se sastoji od dvije komore. Obje komore moraju iskazati suglasnost s davanjem zakona i mogu pozivati ministre na odgovornost. Tweede Kamer (druga komora) je donji dom i sastoji se od 150 mjesta dodijeljenih na temelju državnih izbora koji se održavaju svake četiri godine. Gornji dom parlamenta je Eerste Kamer (prva komora), čijih 75 mjesta dodjeljuju članovi provincijskih odbora.
Za sudbenu vlast kraljica bira doživotne suce. Za građansko pravo i kazneno pravo je zadužen Hoge Raad der Nederlanden, dok je za administrativno pravo najviši sud Raad van State.

### Političke stranke
Zbog višestranačkog sustava i velikog broja stranaka još nikada nijednoj stranci od 18. stoljeća nije uspjelo dobivanje apsolutne većine u parlamentu.
Ugrubo se politički sistem može podijeliti na tri bloka: kršćanskodemokratski, s CDA i ChristenUnie kao glavnim predstavnicima, socijalnodemokratski, s PvdA kao najvećom strankom i liberalnodemokratski s VVD kao najvećom strankom. Od sedamdeseteih godina se sustav nekoliko puta fragmentirao. Stranke poput CDA gubile su mjesta dok su nove stranke poput D66 i GroenLinks tijekom devedesetih, a SP u prethodnih nekoliko godina zabilježile popriličan uspjeh na izborima.
Posljednjih godina se najveći razvoj dogodio među strankama desnice. 2002. godine stvara Pim Fortuyn svoju listu (Lijst Pim Fortuyn), koja već iste godine dobiva 26 mjesta. Kakogod, stranka se ubrzo raspada te nestaje na izborima 2006. posve iz druge komore. Iste godine je ustanovljena stranka Partij voor de Vrijheid. Pod vodstvom Geerta Wilders stranka zauzima 9 mjesta u drugoj komori. Na izborima 9. lipnja 2010. dobivaju 24 mjesta.

### Upravna struktura
| Provincija       | Stanovništvo | Gustoća po km2 | Glavni grad      | Pregled 12 nizozemskih provincija |
| Groningen        | 577.081      | 247            | Groningen        | Pregled 12 nizozemskih provincija |
| Friesland        | 646.318      | 193            | Leeuwarden       | Pregled 12 nizozemskih provincija |
| Drenthe          | 490.870      | 186            | Assen            | Pregled 12 nizozemskih provincija |
| Overijssel       | 1.130.380    | 340            | Zwolle           | Pregled 12 nizozemskih provincija |
| Flevoland        | 387.698      | 274            | Lelystad         | Pregled 12 nizozemskih provincija |
| Gelderland       | 1.999.135    | 402            | Arnhem           | Pregled 12 nizozemskih provincija |
| Utrecht          | 1.220.324    | 881            | Utrecht          | Pregled 12 nizozemskih provincija |
| Sjeverni Holland | 2.668.197    | 999            | Haarlem          | Pregled 12 nizozemskih provincija |
| Južni Holland    | 3.502.595    | 1244           | Haag             | Pregled 12 nizozemskih provincija |
| Zeeland          | 381.477      | 213            | Middelburg       | Pregled 12 nizozemskih provincija |
| Sjeverni-Brabant | 2.444.435    | 497            | 's-Hertogenbosch | Pregled 12 nizozemskih provincija |
| Limburg          | 1.122.990    | 522            | Maastricht       | Pregled 12 nizozemskih provincija |

Nizozemska je decentralizirana država u kojoj brojne teritorijske jedinice posjeduju upravnu moć. Upravne razine se sastoje od tzv. Rijksoverheid (u prijevodu – carska/državna vlada) odnosno centralne vlade s dvanaest provincija, 380 općinom i 21 watterschappa (dijelovi određeni na temelju nasipa, brana i poldera).
Provincije su djelatne na području regionalnog planiranja, infrastrukture, ekonomije, kulture te okoliša. Vode također brigu i o općinama te watterschap područjima. Rednovnu upravu svake provincije formira organ Gedeputeerde Staten kojeg pak kontrolira Provinciale Staten. Potonji s druge strane biraju sami građani provincija.
Općine čine treću upravnu razinu u Nizozemskoj. Najviši upravni organ unutar općina su općinski savjeti koje se bira svake četiri godine.

### Školstvo
Školovanje je obavezno od prvog dana mjeseca koji slijedi nakon petog rođendana djeteta sve do kraja školske godine u kojoj dijete navrši šesnaest godina. Djeca većinom kreću već od četvrte godine u osnovnu školu. U školskoj godini kada dijete navrši sedamnaest godina ono mora obavezno pohađati školu barem dva puta tjedno. U slučaju da škola ima ugovor o praktičnoj nastavi, obavezna nastava se može smanjiti na jedan dan tjedno.
Školovanje može započeti u vrtiću. Zatim slijedi osnovna škola (basisonderwijs). Nakon osnovne škole dolazi sekundarno odnosno nastavljeno školovanje (voortgezet onderwijs) koje je ekvivalent srednjoj školi. Potom preostaje odabir između tri moguća usmjerenja višeg školovanja –  strukovno, više poslovno te sveučilišno školovanje.

## Gospodarstvo
Na nizozemskim polderima, tim mukotrpno isušenim dijelovima nekadašnjega plitkog morskog i jezerskog dna, razvio se jedan od najznačajnijih europskih agrara.
Nizozemska je danas najveći europski izvoznik poljoprivrednih proizvoda. To se prije svega odnosi na mliječne proizvode (npr. sir gouda, koji naziv nosi po nizozemskom gradu Gouda). Nizozemski izvoz cvijeća (tulipani) čini 65 % svjetskog izvoza. Tulipani potječu iz Turske, a oko 1500. godine prvi primjerci uvezeni su u Nizozemsku.

## Stanovništvo

### Demografija
Nizozemska ima 17 180 000 stanovnika (2020.). U usporedbi s ostatkom Europe je broj stanovnika u Nizozemskoj u prethodnih pedesetak godina doživio relativno brz porast: 3 milijuna 1850. godine, 5 milijuna 1900., 10 milijuna 1950. te 16 milijuna 2000. godine. Broj stanovnika Belgije, usporedbe radi, je 1850. iznosio 4,5 milijuna (za polovicu više nego u Nizozemskoj), dok sada iznosi tek 10 milijuna. Središnji Zavod za Statistiku očekuje rast stanovništva do maksimalnih 17,5 milijuna 2038. godine nakon čega bi trebao uslijediti pad.
S gustoćom stanovništva od 401,4 po četvornome kilometru (2011.) Nizozemska pripada najgušće naseljenim zemljama na svijetu. Pa ipak, Nizozemska nema nijedan grad s više od milijun stanovnika. Postoji dvadeset i pet općina s više od sto tisuća stanovnika. Četiri najnaseljenija grada su Amsterdam, Rotterdam, Haag i Utrecht, sva četiri od njih na zapadu zemlje. U isprepletenoj mreži među njima leži niz srednje velikih gradova koji zajedno čine tzv. Randstad (u prijevodu rubni grad) koji sadrži oko 40 % ukupnog stanovništva Nizozemske.
Južni Holland je s više od tri i pol milijuna stanovnika najnaseljenija provincija zemlje, a slijede joj Sjeverni Holland i Sjeverni Brabant (oba s oko dva milijuna). U potonjoj provinciji se nalazi t.zv. BrabantStad, sačinjen od pet gradova s ukupno 1,5 milijuna stanovnika i oko 20 % industrijske proizvodnje cijele Nizozemske. Na istoku se nalaze Arnhem-Nijmegen i Twentestad -– dvije nešto manje aglomeracije, te u urbanom dijelu Limburga na samome jugu Maastricht-Sittard-Geleen-Heerlen-Kerkrade. Pored već navedenih gradova postoji još nekolicina gradova koji obnašaju važniju ulogu na regionalnoj razini, poput Groningena i Leeuwardena na sjeveru te Maastrichta na jugu. Oko 82 % cjelokupnog stanovništva Nizozemske živi u gradovima.
Nizozemska je kroz povijest bila meta mnogobrojnih imigracija, od kojih su neke više, a neke manje asimilirane. Prema brojevima statističkog zavoda iz 1. siječnja 2005. godine, 80,9 % stanovnika su Nizozemci, 2,4 % Indonežani, 2,4 % Nijemci, 2,2 % Turci, 2,0 % Surinamci, 1,9 % Marokanci, 0,8 % Antilijanci i Arubanci uz 6,0 % preostalog stanovništva. U periodu od 1845. do 1860. godine te u prvih dvadesetak godina nakon Drugog svjetskog rata je velik broj Nizozemaca također emigrirao, poglavito u Sjedinjene Američke Države, Kanadu, Australiju, Južnoafričku Republiku te na Novi Zeland.
Od 2005. godine su Frizijci priznati kao nacionalna manjina.

### Jezici
Službeni jezik je nizozemski. U provinciji Friesland je pored njega i Frizijski služben. Jidiš i Romski su 1996. priznati kao ne-teritorijalni jezici. Donjosaksonski (Nedersaksisch) i Limburški su djelomično priznati kao regionalni jezici.
Velik dio stanovništva Nizozemske govori više od jednog jezika. Za to je velikim dijelom odgovoran opširan program učenja jezika, kontakt sa susjednim državama te prisutnost velikog broja doseljenika. Mnogi Nizozemci govore engleski, njemački i francuski kao drugi jezik. Alohtoni (doseljenici) prve i druge generacije uglavnom još govore svoj izvorni materinji jezik. Zbog toga postoje velike skupine Nizozemaca koji govore indonezijski, hindski, turski, berberski, arapski, kineski, itd.

### Religija
Iako od sredine srednjeg vijeka pretežito kršćanska zemlja, Nizozemska je danas jedna od najnereligioznijih zemalja Europe. U regijama u kojima su katolici i protestanti nekada predstavljali glavne religijske struje sada to više nije slučaj. Od 1989. godine je najveći dio nizozemskog stanovništva nereligiozan.
Među religioznim pučanstvom su polovica katolici (29 % stanovništva), 9 % je članova reformirane Crkve te 6 % protestanata. Oko 4 % stanovnika su muslimani, a 1 % je sljedbenika budizma. Hinduizam obuhvaća nešto manje od 1 % dok sljedbenika judaizma nema niti 0,5 %. Još brže od opadanja broja religioznih opada broj onih koji posjećuju crkve ili džamije.
Paralelno sa sekularizacijom je primjećen i rast nereligioznih i neinstitucionaliziranih duhovnih grupa (npr. razne new age grupe). Članovi takvih skupina su u statistikama predstavljeni kao nereligiozni odnosno bez religije.

## Povijest
Nizozemska (Utrechtska unija) nastala je osamostaljenjem u odnosu na španjolsku krunu u drugoj polovici 16. stoljeća. Republika Nizozemska službeno je priznata nakon više od pola stoljeća, i to 1648. nakon završetka Tridesetogodišnjeg rata i nakon višegodišnje borbe na kopnu i moru protiv španjolskih Habsburgovaca, kojima je do tada državno-pravno bila podređena.
Tijekom 17. stoljeća Nizozemska je vodila teške ratove, posebno na moru, protiv Engleske i Francuske kako bi zaštitila svoju pomorsku trgovinu, okosnicu gospodarske moći zemlje.
Na prijelazu iz 18. u 19. stoljeće bila je pripojena Francuskoj (Napoleon je o njoj svojedobno govorio kao o "aluviju kojeg su istaložile glavne rijeke moga Carstva"), a padom Napoleona, 1815. godine osnovana je Kraljevina Nizozemska, kojoj je tada pripadala i Belgija (koja se osamostalila 1830.).

## Kultura i znanost

### Slikari
- Hieronymus Bosch
- Pieter Brueghel stariji
- Pieter Brueghel mlađi
- Rembrandt
- Johannes Vermeer
- Vincent van Gogh
- Piet Mondrian

### Književnost
- Erazmo Roterdamski
- Eduard Douwes Dekker (Multatuli)
- Simon Vestdijk
- Hella S. Haasse
- W.F. Hermans
- Gerard Reve
- Harry Mulisch
- Anne Frank
- Cees Nooteboom
- Jeroen Brouwers

### Filozofi
- Baruch de Spinoza
- Erazmo Roterdamski
- Hugo Grotius

### Medicina
- Reinier de Graaf
- Franciscus Cornelius Donders
- Willem Einthoven
- Antony van Leeuwenhoek
- Hermann Boerhaave
- Franciscus Sylvius De le Boë
- Christiaan Eijkman
- Karel Frederik Wenckebach
- Anton de Haen
- Jacob Moleschott

### Fizika
- Gerardus 't Hooft
- Christiaan Huygens
- Hendrik Antoon Lorentz
- Heike Kamerlingh Onnes
- Johannes Diderik van der Waals
- Pieter Zeeman

### Kemija
- Jacobus Henricus van 't Hoff

## Promet
- Promet Nizozemske

## Vanjske poveznice
- Hrvatska revija  Arhivirana inačica izvorne stranice od 11. kolovoza 2011. (Wayback Machine) Nizozemska kultura  (hrv.)
- Službene stranice nizozemske vlade (engl.)
- Službene stranice Nizozemske kraljevske kuće  Arhivirana inačica izvorne stranice od 2. veljače 2010. (Wayback Machine) (engl.)

### Ostali projekti
|  | Zajednički poslužitelj ima stranicu o temi Nizozemska    |
|  | Zajednički poslužitelj ima još gradiva o temi Nizozemska |
|  | Zajednički poslužitelj sadrži atlas Nizozemske           |